# Alois Vojtěch Šembera

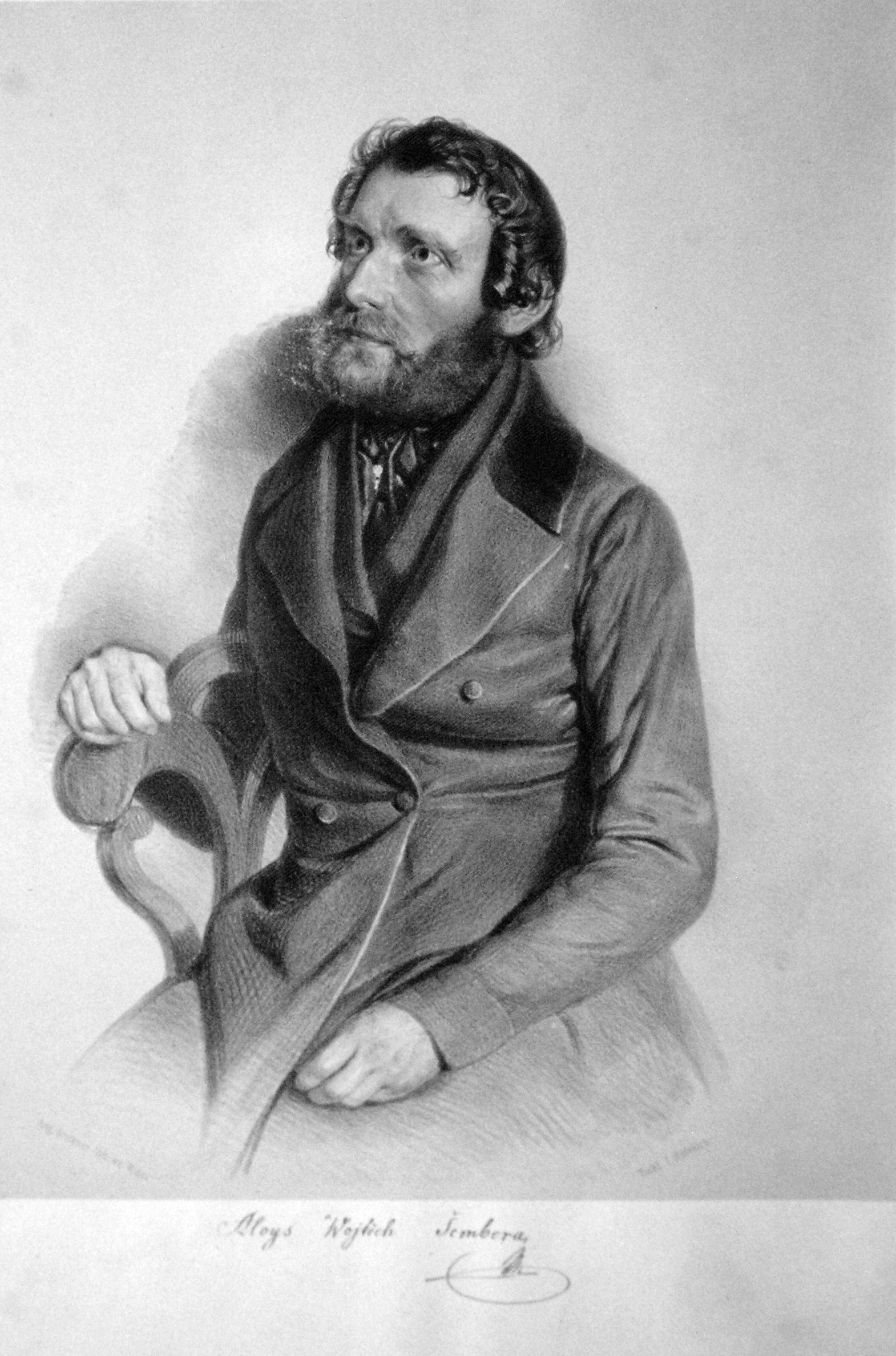
Alois Vojtěch Šembera, Lithographie von August Strixner, um 1850

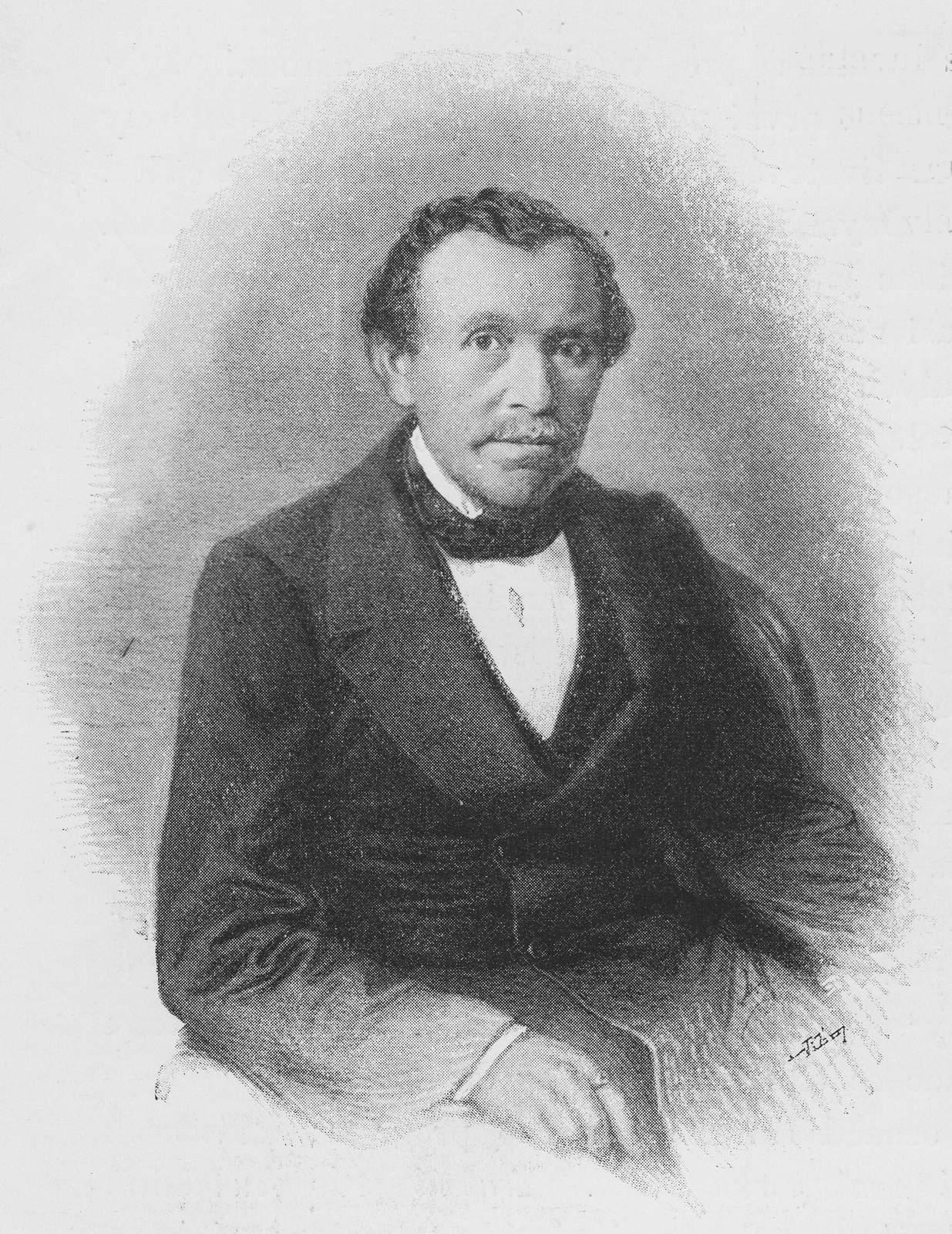
Alois Vojtěch Šembera um 1870

Alois Vojtěch Šembera (auch Alois Adalbert Sembera oder Alois Adalbert Schembera; * 21. März 1807 in Hohenmauth, Böhmen; † 23. März 1882 in Wien) war ein tschechischer Historiker, Übersetzer aus deutscher Sprache und Philologe. Er benutzte auch das Pseudonym Mudromil Mýtský.

## Leben
Bereits während seines Studiums in Litomyšl machte er mit seinen humorvollen Epigrammen auf sich aufmerksam. Während seines Prager Studiums begeisterte ihn die Nationale Wiedergeburt der Tschechen und er freundete sich bald mit führenden Persönlichkeiten der Bewegung an, darunter Václav Hanka, František Palacký und Josef Jungmann. Er unterstützte die Bewegung vor allem durch seine patriotisch verfassten Zeitungsbeiträge. Nach seinem Umzug nach Mähren 1830 bereiste er Archive in Böhmen, Mähren, Mährisch-Schlesien und Österreich und sammelte Quellenmaterial zur tschechischen Geschichte, aber auch zu Geschichte böhmischer und mährischer Adelsfamilien. 1840 heiratete er Františka Ševčíková, mit der er vier Kinder hatte, darunter Vratislav Bedřich Kazimír Šembera, Wiener Journalist und Freund des Schriftstellers Jan Neruda. Nach der Revolution verließ er 1849 Mähren und lehrte an der Universität Wien. Gleichzeitig wurde ihm auch die Redaktion der tschechischen Reichsgesetzessammlung anvertraut.

## Beruflicher Werdegang
Šembera besuchte von 1815 bis 1817 die Grundschule in Vysoké Mýto, anschließend ein Jahr lang die Deutsche Hauptschule in Moravská Třebová. Von 1819 bis 1826 folgte der Besuch auf dem Gymnasium in Litomyšl. 1827 beendete er sein philosophisches Studium und studierte anschließend an der Rechtsfakultät in Prag. 1830 trat er seine Stelle als Rechtsberater beim Magistrat in Brünn an und unterrichtete daneben in Brünner Adelsfamilien. 1839 wurde er zum Professor der tschechischen Sprache und Literatur ernannt, zog nach Olmütz und lehrte dort bis 1847 an der dortigen Ständeakademie. 1847 kehrte er nach Brünn zurück und verwaltete neben seiner Lehrtätigkeit das Landesarchiv. Im gleichen Jahr ernannte man ihn zum Translator des Landesguberniums. 1848 trat er als Redakteur bei Moravské noviny ein, bis er schließlich 1850 zum Professor der tschechischen Sprache und Literatur an die Slawistik der Universität Wien berufen wurde.
1868 wurde er als korrespondierendes Mitglied in die Russische Akademie der Wissenschaften in Sankt Petersburg aufgenommen.

## Werke
Šembera beschäftigte sich in seinen Werken vor allem mit Fragen zur tschechischen Sprache und nationaler Aufklärung. Seine Beiträge waren auch eng mit seiner Lehrtätigkeit verbunden. Dazu gehörten Beiträge über Linguistik, Kunstgeschichte und Politik. Er verfasste neben seinen Büchern zahlreiche Zeitschriftenbeiträge vor allem in den Blättern Česká včela, Květy, Časopis Matice moravské, Časopis Českého muzea und die Wochenzeitung Moravské noviny, die er gemeinsam mit František Matouš Klácel auch redigierte. Er war Herausgeber eigener Kalender und trat neben Josef Dobrovský entschieden gegen die Grünberger und Königinhofer Handschrift auf. Während seiner Aufenthalte in Mähren war er um tschechische Straßenbezeichnungen in Brünn und Olmütz bestrebt. Er trat auch dafür ein, dass im Brünner Theater tschechisch gespielt und gesungen wurde. Er gründete zahlreiche Bibliotheken und gehört zu Mitbegründern und aktiven Mitgliedern der Jednota moravská und Matice moravská.

### Fachbücher
- Böhmische Rechtschreibung. 1841
- Staroturecké popsání Slovanův a Rusův i jejich zemí. 1844
- Historie starších moravských desek zemských,  desek opavských a krnovských. 1846
- Ueber die Gleichstellung der beiden Landessprachen in Mähren, 1848
- Magistri Joannis Hus Orthographia bohemica. 1857
- Dějiny řeči a literatury československé. Věk starší. Od r. 58 př. Kr. do r. 1409 po Kr., 1858
- Paměti a znamenitosti města Olomouc.1861
- Základové dialektologie československé. Wien 1864
- Dějiny řeči a literatury československé. Věk novější. Od r. 1409 až do r. 1868, 1868
- Libušin soud, domnělá nejstarší památka řeči české, jest podvržen, též zlomek Evangelium sv. Jana. 1879

### Fachbeiträge
- Stav jazyka slovanského v Němcích před třemi sty lety. 1830
- Český zpěv v cizině. 1830
- Všímání moravčiny. 1830
- Historie pánů z Boskovic. 1836
- Prznění jazyka českého jest starý již našim předkům vytýkaný hřích. 1840
- Vpád Mongolů do Moravy, 1841
- Jazyk moravský v pruském Slezsku. 1842
- Výjimky z dějin ruskomongolských dle Hammera z Purgstallu. 1842
- O Slovanech v Dolních Rakousích. 1844
- Paměti a znamenitosti města Olomouc, Vídeň 1861
- Obyvatelstvo české a německé na Moravě, 1873
- Mnoho-li jest Čechů, Moravanů a Slováků a kde obývají. 1877